# Église Saint-Jean-Baptiste de Bissey-sous-Cruchaud
L'église Saint-Jean-Baptiste est située à Bissey-sous-Cruchaud, en Saône-et-Loire.

## Culte
Édifice consacré du diocèse d'Autun relevant de la paroisse Saint-Vincent-des-Buis (siège à Buxy) – qui en est affectataire au titre de la loi de 1905 –, l'église de Bissey-sous-Cruchaud est, plusieurs siècles après sa construction, un lieu de culte catholique.

## Galerie d'images

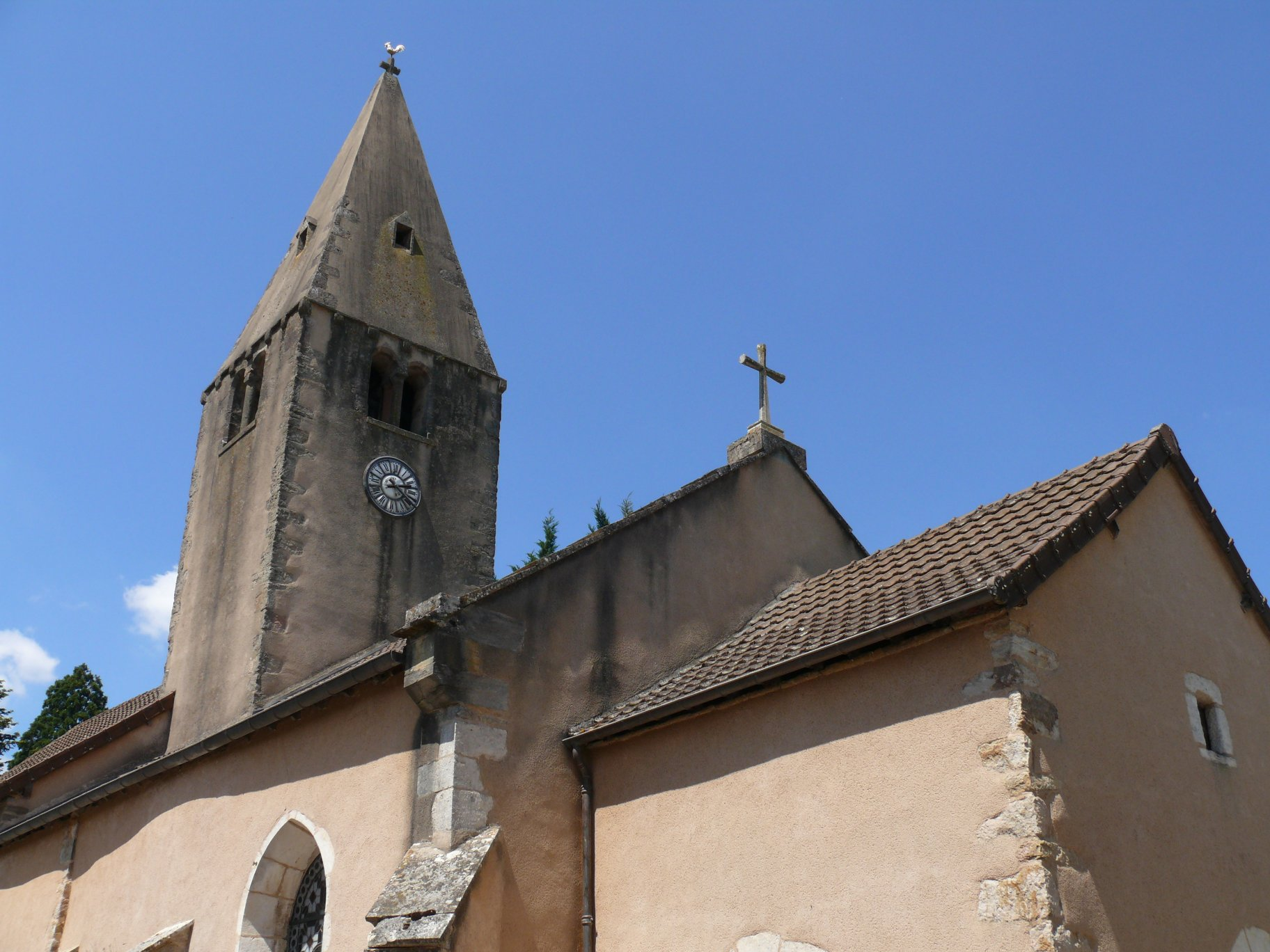
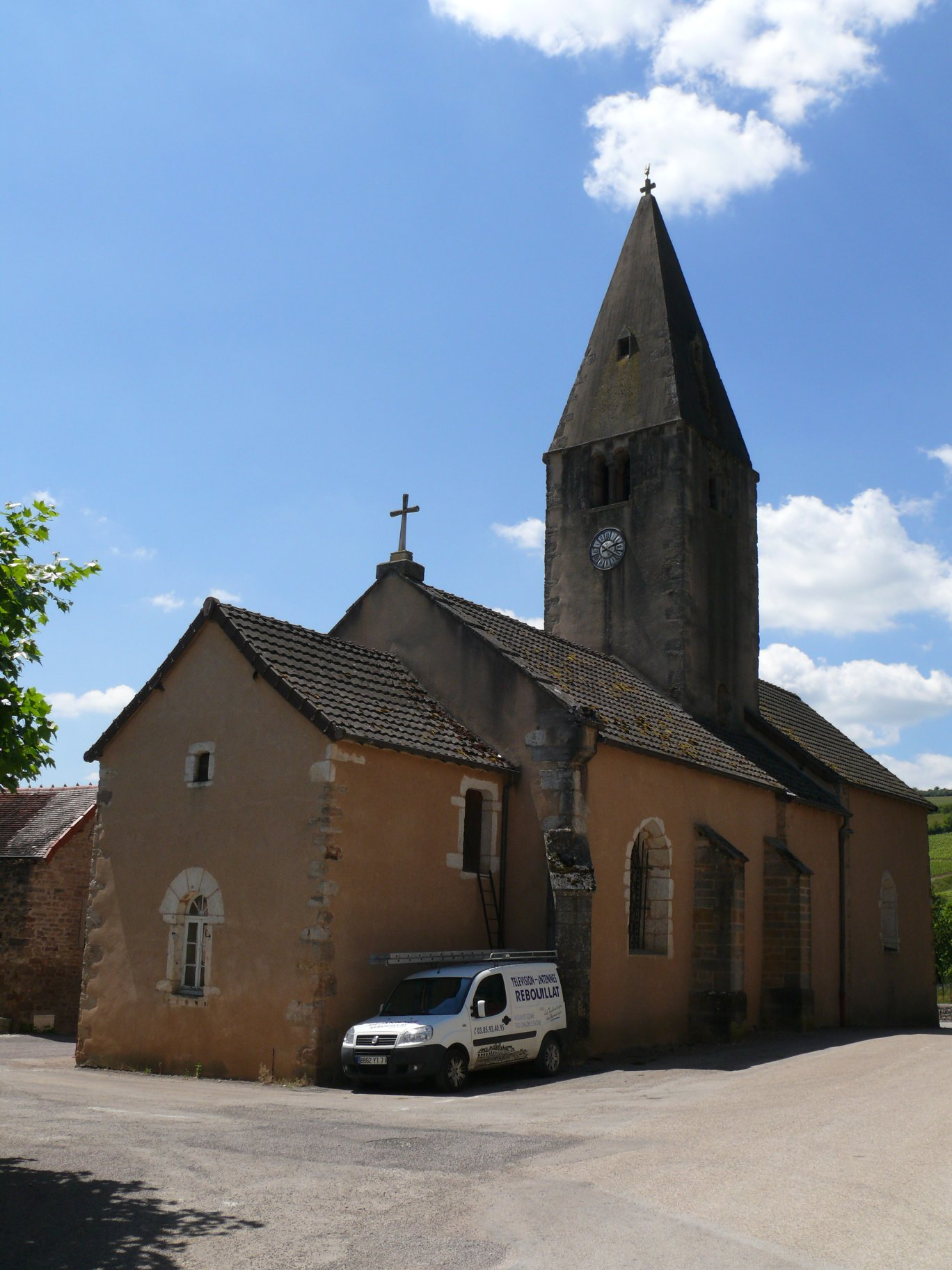